# Дениз, Огюст
Марсель Огюст Дениз — ивуарийский государственный деятель, глава правительства Кот-д'Ивуара с 1958 по 1959 год.

## Политическая карьера

### Сельский африканский синдикат и ДПКИ
В сентябре 1944 года вместе с Феликсом Уфуэ-Буаньи основал Сельский африканский синдикат.
Когда 9 апреля 1946 года в Абиджане САС была преобразована в Демократическую партию Кот-д'Ивуара, Огюст Дениз стал ее первым генеральным секретарём, высшим исполнительным органом партии до 1959 года.
В соответствии с положениями Конституции Франции 1946 года был создан Генеральный совет Кот-д'Ивуара. Позже 29 декабря 1946 года были избраны генеральные советники. В 1947 году Огюст Дениз был избран первым председателем Генерального совета Кот-д'Ивуара. После дополнительных выборов в мае 1948 года ДПКИ временно потеряла большинство, Огюст Дениз потерпел поражение на посту президента от Виктора Капри Ждежде.
В марте 1953 года ДПКИ победила на выборах в Территориальную ассамблею, которая заменила Генеральный совет Кот-д'Ивуара. Феликс Уфуэ-Буаньи стал её первым президентом, а Огюст Дениз — первым вице-президентом.
В 1957 году на выборах в Территориальную ассамблею, в соответствии с рамочным законом Дефферре, все места получила ДПКИ во главе с Огюстом Денизом. 17 мая 1957 года был назначен вице-президентом правительственного совета.

### Первый руководитель Автономной Республики
После референдума 1958 года, когда Кот-д'Ивуар стал автономной республикой во Французском сообществе, 26 июля 1958 года Огюст Денизе был назначен Председателем Правительственного совета. В состав правительства входили, в частности, Жан-Батист Мокки в качестве министра внутренних дел и Эрнест Бока в качестве министра образования.
При исполнении своих обязанностей Огюст Дениз промульгировал Конституцию Кот-д'Ивуара 1959 года, принятую 26 марта Территориальной ассамблеей Кот-д'Ивуара. Конституция оставалась в силе до обретения независимости 7 августа 1960 года и её замены конституцией Первой республики.
30 апреля 1959 года на посту председателя временного правительства его сменил Феликс Уфуэ-Буаньи. 5 мая 1959 года, когда было создано правительство во главе с Уфуэ-Буаньи, Огюст Дениз стал государственным министром по связям с Советом Антанты. Позже его заменил Жан-Батист Моке, однако Дениз остался членом политического бюро партии.

### После обретения независимости
После обретения независимости Феликс Уфуэ-Буаньи вновь назначил Дениза государственным министром в своем первом правительстве. Он занимал этот пост в течение 30 лет, до ноября 1990 года.